# Dawn Upshaw
Dawn Upshaw, née le 17 juillet 1960 à Nashville (Tennessee), est une soprano américaine. Elle chante tant des rôles d'opéra que des lieder ou des mélodies, et son répertoire va de la musique baroque à la musique contemporaine. De nombreux compositeurs, parmi lesquels Henri Dutilleux, Osvaldo Golijov, John Harbison, Esa-Pekka Salonen, John Adams et Kaija Saariaho, ont écrit pour elle.

## Jeunesse et études
Dawn Upshaw naît à Nashville (Tennessee). Elle commence à chanter alors qu'elle fréquente la Rich East High School (en) à Park Forest (Illinois), et est à l'époque la seule femme promue au chœur de plus haut niveau (les Singing Rockets) en tant qu'élève de deuxième année, selon le chef de chœur, Douglas Ulreich. Elle obtient sa licence en 1982 de la Illinois Wesleyan University, où elle étudie le chant avec Dr David Nott. Elle continue ses études de chant avec Ellen Faull (en) à la Manhattan School of Music à New York, obtenant sa maîtrise en 1984. Elle suit aussi des cours donnés par Jan DeGaetani à l'Aspen Music School (Colorado).
Elle est lauréate des Auditions internationales des Jeunes artistes de concert (en) (1984) et de la Fondation Walter-W.-Naumburg (en) (1985), et a été membre du Programme de développement des jeunes artistes du Metropolitan Opera. Depuis ses débuts en 1984, elle s'est produite plus de 300 fois sur la scène du Metropolitan Opera.

## Carrière
Dawn Upshaw devint internationalement célèbre en 1992 avec l'enregistrement de la Symphonie no 3 de Henryk Górecki, dite Symphonie des chants plaintifs (Symfonia pieśni żałosnych), qui s'est vendu à plus d'un million d'exemplaires.
Elle a créé plus de vingt-cinq œuvres, en particulier le cycle de chant Correspondances de Henri Dutilleux, les opéras L'Amour de loin de Kaija Saariaho (Prix Grawemeyer) et The Great Gatsby de John Harbison, l'opéra-oratorio de la Nativité El Niño de John Adams, l'opéra de chambre Ainadamar de Osvaldo Golijov ainsi que son cycle de lieder Ayre. En 2009, elle crée le cycle de chant The North Wind was a Woman de David Bruce à la soirée d'ouverture de la saison de la Chamber Music Society du Lincoln Center.
Outre ses enregistrements d'opéras, elle a chanté le rôle-titre du premier enregistrement complet de Oh, Kay!, de George Gershwin. Elle a aussi enregistré des albums de chansons de Vernon Duke, et de Rodgers et Hart. Dawn Upshaw a été l'hôte du Président Bill Clinton et de sa femme pour une émission spéciale de la NBC, Noël à Washington. La BBC a diffusé en première partie de soirée son concert des Proms de Londres intitulé Dawn at Dusk, au cours duquel elle a chanté des morceaux du théâtre musical américain. Au fil des ans, ses prestations avec James Levine ont mené à un enregistrement de chansons de Debussy, en 1997.
Elle fait régulièrement des tournées avec le pianiste Gilbert Kalish. Richard Goode et Margo Garrett sont aussi des accompagnateurs de longue date. Elle a travaillé plusieurs fois avec le metteur en scène Peter Sellars, notamment pour sa production de Theodora de Haendel au Festival de Glyndebourne, sa production parisienne du Rake's Progress de Stravinsky (dans le cadre d'un mois de résidence de l'Orchestre philharmonique de Los Angeles dirigé par Esa-Pekka Salonen au Théâtre du Châtelet en 1996), une mise en scène de la cantate de Bach Mein Herze schwimmt im Blut présentée lors de la saison 1995-96 de 92nd Street Y, à New York, et la production du Festival de Salzbourg de l'opéra Saint François d'Assise d'Olivier Messiaen, en 1998.
Dawn Upshaw a plusieurs fois chanté en solo au Festival de musique d'Ojai, à Ojai (Californie), notamment en 2006, 2008 et 2009. En 2011, elle était la directrice musicale du festival, où elle chanta dans la première mondiale de la mise en scène faite par Peter Sellers de l'œuvre de George Crumb Winds of Destiny, pour soprano, quatuor de percussions et piano.
Elle est Docteure ès lettres honoris causa, de l'Université Yale, de la Manhattan School of Music, de la Illinois Wesleyan University, et de l'Allegheny College (en).

## Vie privée
Dawn Upshaw est mère de deux enfants, et divorcée. Elle vit près de New York. Elle a été traitée pour un stade précoce de cancer du sein en 2006.

## Discographie sélective
- Marc-Antoine Charpentier, Te deum H.146, Magnificat H.74, Kurt Moll, basse, John Aler, ténor, Dawn Upshaw, soprano, Ethna Robinson, contralto, Ann Murray, soprano & conralto, Academy of St Martin in the Fields, Academy of St Martin in the Fields, direction Neville Marriner. CD Emi classics 1991

## Prix et distinctions
1989 - Grammy Award pour la meilleure soliste vocale classique :
- Dawn Upshaw, soliste dans Knoxville: Summer of 1915 (musique de Barber, Menotti, Harbison, Stravinsky).

1991 - Grammy Award pour la meilleure soliste vocale classique :
- Dawn Upshaw, soliste dans The Girl with Orange Lips (Falla, Ravel, etc.).

2003 - Grammy Award pour la meilleure performance de musique de chambre :
- Le Kronos Quartet & Dawn Upshaw dans la Suite lyrique de Berg.

2006 - Grammy Award pour le meilleur enregistrement d'opéra :
- Le chœur et l'orchestre symphonique d'Atlanta avec Dawn Upshaw dans Ainadamar (Fountain of Tears) de Golijov.

2007 - MacArthur Fellow.
2014 - Grammy Award pour la meilleure soliste vocale classique:
- Dawn Upshaw, soliste dans Winter Morning Walks de Maria Schneider.

## Œuvres (sélection)
- 1992 : Henryk Górecki : Symphonie no 3, Nonesuch/Elektra Records 79282